# Im Yŏn
Im Yŏn (hangeul : 임연 ; hanja : 林衍,) est un chef militaire coréen, né à une date indéterminé et mort en 1270. C'est le dernier des chefs du Régime militaire du Koryŏ. 